# Kolky
Kolky (ucraniano: Ко́лки; polaco: Kołki) es un asentamiento de tipo urbano de Ucrania perteneciente al raión de Lutsk de la óblast de Volinia.
En 2021, la localidad tenía 4590 habitantes. Desde 2017 es sede de un municipio, que tiene una población total de trece mil habitantes e incluye 27 pueblos como pedanías.
Se ubica unos 50 km al noreste de Lutsk, sobre la carretera P14 que lleva a Ivánava.

## Historia
Tiene su origen en una fortificación medieval de la Rus de Kiev de finales del siglo XII, denominada "Romaniv" en referencia a Román el Grande. Durante siglos fue un miasteczko vinculado al castillo de Lubart. En la partición de 1795 pasó a formar parte del Imperio ruso, donde se desarrolló notablemente como un shtetl en la gobernación de Volinia.
En 1940, la RSS de Ucrania le dio el estatus de asentamiento de tipo urbano. En 1941, los invasores alemanes encerraron en un gueto a los judíos locales, un tercio de la población, para asesinarlos al año siguiente. En 1943, el Ejército Insurgente Ucraniano consiguió controlar durante unos meses la zona, proclamando la República de Kolky y asesinando a los polacos locales. Tras finalizar la Segunda Guerra Mundial, el asentamiento fue repoblado con ucranianos étnicos. Hasta 2020 pertenecía al raión de Manévychi.